# Pont sur le Mungo
Le pont sur le Mungo encore appelé pont de la réunification est la principale voie d’accès routière entre les régions anglophones et francophones du Cameroun.  
Il se trouve sur le fleuve Moungo entre les communes de Mudéka et Bomono. 

Vallée du fleuve Moungo. La rivière et les montagnes forment la frontière anglophone-francophone du pays.

Il constitue une portion de la route nationale 3 (RN 3) reliant Békoko à Limbé.

## Histoire
Dans la nuit du 2 juillet 2004, le pont sur le Mungo est détruit à la suite d'un accident. Un camion-citerne accidenté y a déversé sa cargaison de carburant en feu. Ceci déséquilibre le commerce et enclave le réseau routier dans la région du Sud-Ouest. Le pont a été reconstruit grâce à la coopération belge à la suite d'une destruction par accident.
La réhabilitation du pont a couté 3 milliards de Cfa et duré 18 mois.
En accordant un prêt de 3 milliards 200 millions Fcfa à l’État du Cameroun, selon l'ambassadeur Frank Carruet, la Belgique offre au Cameroun une assistance pour la construction du nouveau pont sur le Mungo. Cette reconstruction est effectuée par une entreprise belge sur une période 19 mois.

## Description
| \| 500 km1:16 991 000 \| 1ier Pont (1830 m) 2ième Pont (756 m) Mungo (400 m) Pt Allemand (? m) Edéa (??? m) Ebebda (1020 m) Dibamba (??? m) Nyong (??? m) Kousseri (230 m) Benoué (405 m) Natchigal (??? m) Cross River(1500 m) Touraké(140 m) Bongor (600 m) |
| 500 km1:16 991 000 |

| Ponts existants                                              |
| Ponts en chantier/projet                                     |
| (1911, 1020 m) (Année de construction, longueur (en mètres)) |

### Du pont détruit
Point métallique, long de 58,5 mètres, est construit en 1969. Il ouvre une voie de jonction, par route entre le Cameroun francophone et le Cameroun anglophone. C'est le principal lieu du passage entre la capitale économique, Douala et l’ancienne capitale historique, Buéa. 

### Nouveau pont
Le pont est de type bi-route mixte; il est long de 400 dont 20 travées de 20 mètres chacune; peut supporter 280 tonnes.
Caractéristiques du projet :
• Type : Pont mixte 
• Longueur : 400 ml dont 20 travées de 20 m chacune 
• Largeur : 10 m avec 7 m de chaussée et 1,5 m x 2 de trottoirs 
• Maître d’ouvrage : Ministère des travaux publics
• Maître d’oeuvre : SCET Cameroun Entreprises prestataires Six Internartional Ltd 
• Coût global des travaux : 5 699 776 141 Fcfa TTC
• Marché de contrôle : 654 909 676 Fcfa 
• Marché des travaux : Etat Belge (54,2%), PPTE (29,7%), BIP (16,1%) • Marché de contrôle : PPTE (83,9%), BIP (16,1%) 
• Durée des travaux : 22,5 mois 
• Début du projet : 05 août 2005 
• Fin du projet : 15 juin 2007

### Trafic
Au moins 3 000 automobiles empruntent quotidiennement le pont.
L’entreprise Chantier naval et industriel du Cameroun installe une barge fixe sur le fleuve pour assurer la continuité de la circulation sur l’ancienne route durant la période suivant l'accident. 

## Tourisme
Le sable, retiré des eaux, est déposé sur les berges des deux côtés du pont; transformant les alentours en carrière. Ce sable alimente les chantiers de construction des bâtiments à Douala et ses alentours. Les activités d'extractions sont observées depuis le pont. Prendre des photos est risqué car faire des photos des "édifices publics" est interdit au Cameroun. 
Sur la rive gauche, au bord de la route, se trouvent des gargotes pour se désaltérer. Un poste de contrôle de douane se trouve à proximité du côté Douala. 
Au dessus du pont, on observe les tuyaux de prélèvement d'eau de l'entreprise qui traite l'eau potable qui ravitaille la ville de Douala.
Depuis le début de la crise anglophone au Cameroun, le pont est militarisé.